# یوسف شتایگلر
یوسف شتایگلر (انگلیسی: Josef Stiegler؛ زادهٔ ۲۰ آوریل ۱۹۳۷) اسکی‌باز آلپاین اهل اتریش بود.